# VfB Tilsit
Der VfB Tilsit war ein 1912 gegründeter deutscher Sportverein aus der gleichnamigen ostpreußischen Stadt, dem heutigen Sowetsk in der russischen Oblast Kaliningrad.

## Geschichte
In der Saison 1930/31 spielte der Verein in der Abteilungsliga II Nord des Bezirks Ostpreußen des Baltischen Sport-Verbandes. Am Ende der Folgesaison stieg der Verein als Tabellenletzter in die Kreisliga ab, der er drei Spielzeiten lang angehörte. Durch die unterklassige Spielzeit in der Saison 1932/33 erhielt der VfB Tilsit keinen Startplatz für die 1933 neu eingeführte Gauliga Ostpreußen, eine von nun 16 obersten Spielklassen in Deutschland. Zur Saison 1935/36 gelang der Aufstieg in die Gauliga, begünstigt dadurch, dass die Gauliga zu dieser Saison erheblich erweitert wurde und insgesamt 14 Mannschaften sich für den Aufnahme qualifizierten. Nach drei Spielzeiten in der Gauliga musste der VfB Tilsit am Saisonende 1937/38 in die zweitklassige Bezirksliga absteigen, da man ab der Saison 1938/39 den Meister in einer aus zehn Mannschaften bestehenden, eingleisigen Spielklasse ermitteln wollte und von den regionalen Bezirken Abstand nahm; ein fünfter Platz im Bezirk Gumbinnen reichte daher nicht aus und ein Wiederaufstieg gelang nie wieder.
Nach dem Ende des Zweiten Weltkrieges wurde Ostpreußen von der Sowjetunion annektiert. Der VfB Tilsit wurde – wie alle übrigen deutschen Vereine und Einrichtungen – zwangsaufgelöst.

## Erfolge
- Zugehörigkeit zur Gauliga Ostpreußen 1935/36, 1936/37, 1937/38